# Bev Kinch
Beverly Kinch, detta Bev (Ipswich, 14 gennaio 1964), è un'ex velocista e lunghista britannica.
In carriera è stata campionessa europea indoor dei 60 metri piani a Göteborg 1984.

## Palmarès
| Anno                                | Manifestazione          | Sede      | Evento         | Risultato        | Prestazione | Note |
| ----------------------------------- | ----------------------- | --------- | -------------- | ---------------- | ----------- | ---- |
| In rappresentanza del Regno Unito   |                         |           |                |                  |             |      |
| 1983                                | Europei indoor          | Budapest  | 60 m piani     | 4ª               | 7"19        |      |
| 1983                                | Universiadi             | Edmonton  | 100 m piani    | Oro              | 11"13 w     |      |
| 1983                                | Mondiali                | Helsinki  | Salto in lungo | 5ª               | 6,93 m w    |      |
| 1984                                | Europei indoor          | Göteborg  | 60 m piani     | Oro              | 7"16        |      |
| 1986                                | Europei indoor          | Madrid    | 60 m piani     | 4ª               | 7"16        |      |
| 1988                                | Giochi olimpici         | Seul      | 4 × 100 m      | Semifinale       | 43"50       |      |
| 1990                                | Europei                 | Spalato   | 100 m piani    | Semifinale       | 11"59       |      |
| 1990                                | Europei                 | Spalato   | 4 × 100 m      | Bronzo           | 43"32       |      |
| 1991                                | Mondiali indoor         | Siviglia  | 60 m piani     | Semifinale       | 7"28        |      |
| 1991                                | Mondiali                | Tokyo     | 100 m piani    | Quarti di finale | 11"45       |      |
| 1991                                | Mondiali                | Tokyo     | 4 × 100 m      | Batteria         | 43"43       |      |
| 1993                                | Mondiali indoor         | Toronto   | 60 m piani     | Semifinale       | 7"34        |      |
| 1993                                | Mondiali                | Stoccarda | 100 m piani    | Quarti di finale | 11"40       |      |
| 1993                                | Mondiali                | Stoccarda | 4 × 100 m      | 8ª               | 43"86       |      |
| 1997                                | Mondiali indoor         | Parigi    | 60 m piani     | Semifinale       | 7"41        |      |
| In rappresentanza dell' Inghilterra |                         |           |                |                  |             |      |
| 1982                                | Giochi del Commonwealth | Brisbane  | Salto in lungo | Bronzo           | 6,78 m      |      |